# Вірджинія (колонія)
37°07′52″ пн. ш. 76°38′28″ зх. д. / 37.131° пн. ш. 76.641° зх. д.
Колонія Вірджинія (англ. Colony of Virginia) або Провінція Вірджинія (англ. Province of Virginia) — англійська колонія в Північній Америці, що існувала в XVII-XVIII століттях; друга (після Ньюфаундленду) заморська колонія Англії.

## Історія
У 1586 році на території сучасної Північної Кароліни була заснована колонія Роанок, проте в 1590 році поселення було покинуто. У 1606 році в Англії для колонізації Америки була заснована Вірджинського компанія, що складається з двох акціонерних товариств — Лондонської і Плімутської компаній. У 1624 році Лондонська компанія збанкрутувала, і Вірджинія стала коронною колонією.
Під владою призначуваного короною губернатора колонія почала розростатися на північ і захід, де стали з'являтися нові поселення. У 1634 році поперек Вірджинського півострова був побудований живопліт довжиною у 6 миль, який зробив набагато безпечнішим життя поселенців на південь від нього.
Після франко-індіанської війни в колонії почали ширитися революційні настрої. Коли губернатор спробував екстрадувати до Великої Британії місцевих бунтівників — Територіальна асамблея чинила опір цьому, а коли губернатор у відповідь розпустив її — її члени самі зібралися в таверні й ухвалили рішення про бойкот імпорту з Великої Британії. У 1775 році Вірджинія повстала проти британського правління, а 15 травня 1776 року Вірджинія була проголошена вільною і незалежною державою. 12 червня був прийнятий Білль про права, 29 червня — Конституція Вірджинії.
4 липня 1776 року підписано Декларацію незалежності США.